# Montcourt-Fromonville

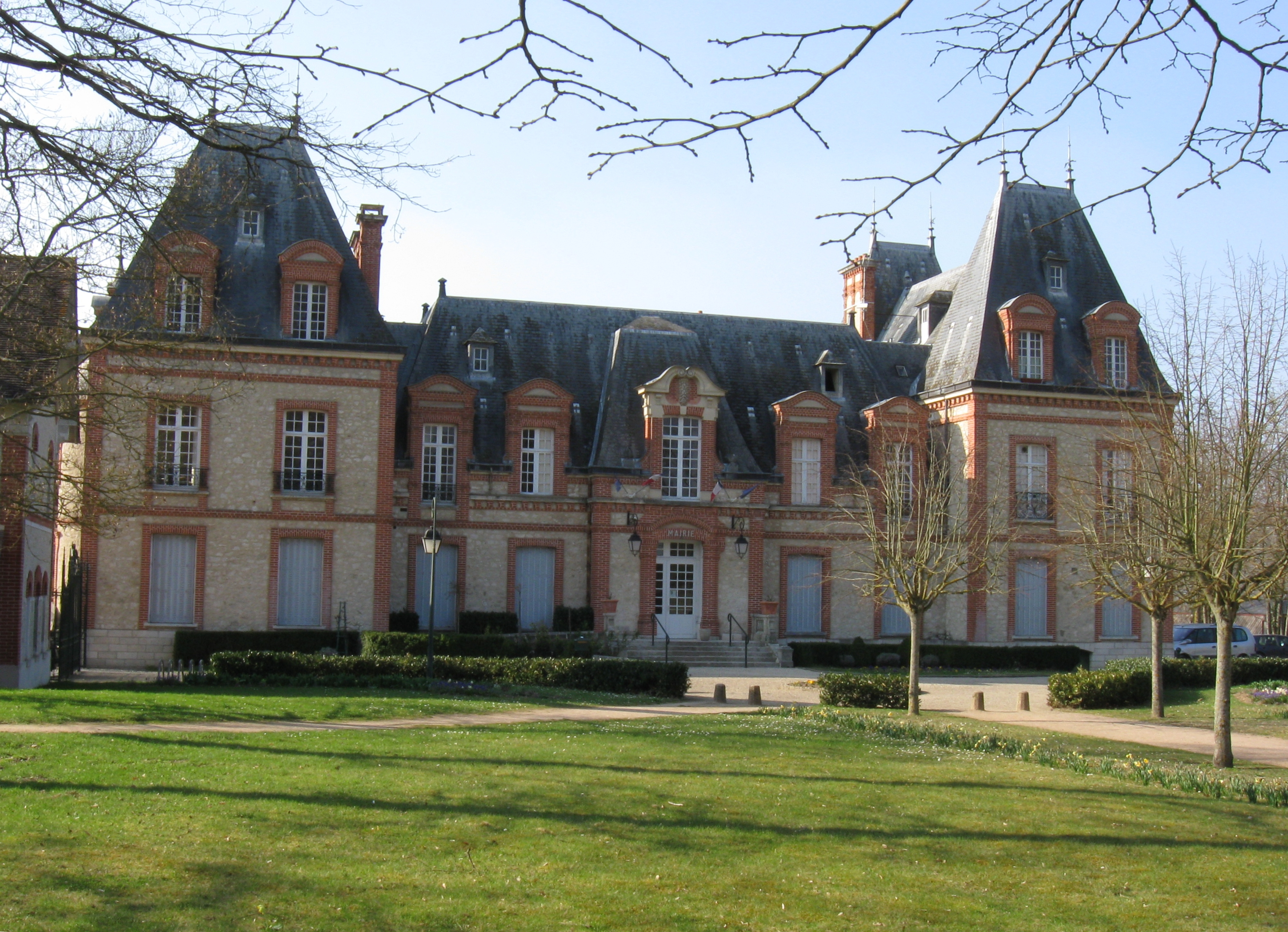
Kasteel

Montcourt-Fromonville is een gemeente in het Franse departement Seine-et-Marne (regio Île-de-France) en telt 2231 inwoners (1999). De plaats maakt deel uit van het arrondissement Fontainebleau.

## Geografie
De oppervlakte van Montcourt-Fromonville bedraagt 8,2 km², de bevolkingsdichtheid is 272,1 inwoners per km².
De onderstaande kaart toont de ligging van Montcourt-Fromonville met de belangrijkste infrastructuur en aangrenzende gemeenten.

## Demografie
Onderstaande figuur toont het verloop van het inwonertal (bron: INSEE-tellingen).